# Роберт Зелчич
Роберт Зелчич (хорв. Robert Zelčić; нар. 21 вересня 1965, Загреб) – хорватський гравець і шаховий тренер (Тренер ФІДЕ від 2005 року), гросмейстер від 1997 року.

## Шахова кар'єра
Починаючи з середини 1990-х років належить до когорти провідних хорватських шахістів. У 1996, 1998 і 2003 виборов титул чемпіона країни. Неодноразово представляв Хорватію на командних змаганнях, зокрема:
- п'ять разів на шахових олімпіадах (1998, 2002, 2004, 2006, 2008); призер: в особистому заліку — (2006 — 4-та шахівниця)[1],
- шість разів на командних чемпіонатах Європи (1997, 1999, 2001, 2003, 2005, 2007)[2],
- п'ять разів у Кубку Мітропи (1995, 1997, 1998, 1999, 2003); п'ятиразовий призер: в командному заліку — золотий (1998), срібний (1997) і бронзовий (1999), а також в особистому заліку — двічі золотий (1998 — на 2-й шахівниці, 1999 — 3-тя шахівниця)[3].

1996 року у Будапешті виборов титул клубного чемпіона Європи (в складі ШК «Borovo-Vukovar'91»). Узяв участь у чемпіонаті світу ФІДЕ 1999, який проходив за олімпійською системою, де вже в 1-у раунді поступився (на дограванні) Олексієві Дрєєву. 2006 року виграв у Каннах титул чемпіона Європи з бліцу.
Здобув низку одноосібних або спільних перемог на міжнародних турнірах, зокрема:
- 1994 — Больцано, Джаково (разом з Крунославом Хулаком),
- 1995 — Больцано
- 1996 — Бизоваць,
- 1997 — Братто,
- 1998 — Братто, Сен-Венсан, Солін, Дрезден (зональний турнір, разом з Іваном Соколовим),
- 1999 — Бизоваць, Любляна (разом з Євгеном Свєшніковим, Бояном Кураїцою, Зденко Кожулом і Артуром Коганомм),
- 2000 — Ніцца (разом з Александиром Делчевим і Мурстасом Кажгалєєвим), Блед (разом зі Зденко Кожулом, Олегом Романишиним, Душко Павасовичем, Францом Гельцлем і Ненадом Ферчецєм),
- 2001 — Бизоваць, Солін/Спліт, Оберварт (разом з В'ячеславом Ейнгорном, Михайлом Улибіним, Младеном Палацом, Огнєном Цвітаном і Володимиром Добровим),
- 2002 — Верона, Мец (разом з Михайлом Гуревичем), Любляна,
- 2003 — Кутро (разом з Олегом Корнєєвим),
- 2004 — Бошняць (разом із, зокрема, Хрвоє Стевичем, Міланом Драшко і Ненадом Ферчецєм), Любляна (разом з Младеном Палацом, Іваном Іванишевичем, Бояном Кураїцою, Янезом Барле і Зденко Кожулом), Пула (разом із, зокрема, Огнєном Цвітаном, Огнєном Йованичем, Блазимиром Ковачевичем, Мікеле Годеною і Бояном Кураїцою),
- 2006 — Оміш (разом з Іваном Заєю), Канни (разом з Фаб'єном Лібішевскі, Михайлом Кекелідзе і Младеном Палацом),
- 2007 — Пула, Канни (разом з Овідіу Фойшором, Марином Босіочичем і Небойшою Никцевичем),
- 2008 — Бизоваць (разом з Душаном Поповичем і Зораном Йовановичем).

Найвищий рейтинг Ело в кар'єрі мав станом на 1 липня 2008 року, досягнувши 2593 очок займав тоді 1-ше місце серед хорватських шахістів.

## Зміни рейтингу
| На цьому місці має відображатися графік чи діаграма, однак з технічних причин його відображення наразі вимкнено. Будь ласка, не видаляйте код, який викликає це повідомлення. Розробники вже працюють для того, щоби відновити штатне функціонування цього графіка або діаграми. | |
| | На цьому місці має відображатися графік чи діаграма, однак з технічних причин його відображення наразі вимкнено. Будь ласка, не видаляйте код, який викликає це повідомлення. Розробники вже працюють для того, щоби відновити штатне функціонування цього графіка або діаграми. |